# Flor Edwarda Gurrola
Flor Edwarda Gurrola Vivanco (Ciudad de México, 29 de septiembre de 1979) es una actriz mexicana.

## Biografía y carrera
Nació en la Ciudad de México el 29 de septiembre de 1979, hija de Juan José Gurrola y Rosa Vivanco Rodríguez, Flor Edwarda comenzó su carrera de actriz en la telenovela Carrusel en el papel de Carmen, una niña pobre pero dulce y cariñosa que integraba el grupo de amigos protagonistas de la historia. En 1992 participa en El abuelo y yo interpretando un papel completamente opuesto, como la antipática y presumida Yoya. 
Adquiere reconocimiento en 1998 al intervenir con un papel protagónico en la película de Arturo Ripstein El evangelio de las maravillas, compartiendo créditos con actores de renombre como Katy Jurado y Rafael Inclán entre otros.
En 1999 se integra a la telenovela La vida en el espejo interpretando a la hija de Rebecca Jones y Gonzalo Vega. 
Ha intervenido en series como Mujer, casos de la vida real y Soy tu fan. En cine intervino en películas como Santitos, Un dulce olor a muerte y Sexo, amor y otras perversiones entre otras.
En 2003 tuvo una breve participación como vocalista del grupo de rock  Las Ultrasónicas bajo el seudónimo de "Eddy Micro". Aparece en el videoclip de la canción "Descocada" del grupo.
En 2011 participó en su cuarta telenovela, Bajo el alma. Actualmente participa en la serie El Albergue donde da vida a "La Ampolla", una treintañera regordeta poco valorada por sus padres (interpretados por María Rojo y Héctor Suárez) y por sus hermanos (Ricardo Polanco y Héctor Jiménez).
Actualmente continua actuando en obras de teatro en Austria y México. En coordinación con su madre; Rosa, Edwarda es cofundadora de la Fundación Gurrola la cual ha sido creada para realizar la promoción y difusión del legado de la vida y obra artística de su padre, el maestro Juan José Gurrola, a través del rescate integral de su vasto archivo que cuenta con aproximadamente 250 000 documentos incluyendo textos, fotografías, videos, audio, planos, bocetos, dibujos e imágenes.

## Filmografía

### Películas
- ¡Que viva México! (2023)[2]
- Soy tu fan, la película (2022)
- Solteras (2019)
- Luciérnagas (2018)
- El placer es mío (2015)
- Plan Sexenal (2014)
- El lenguaje de los machetes (2011)
- El infierno (2010)
- Cefalópodo (2010)
- Música de ambulancias (2009)
- Reminiscencias (2008)
- Sexo, amor y otras perversiones (2006)
- Ligerita (2003)
- Me la debes (2002)
- Collateral Damage (2002)
- ¿Y cómo es ÉL? (2001) - Cortometraje
- Un dulce olor a muerte (1999)
- Santitos (1999)
- Perriférico (1999) - Cortometraje
- El evangelio de las maravillas (1998)

### Telenovelas
- Amor sin reserva (2014-2015) .... Silvana
- La vida en el espejo (1999) .... Diana Román Franco
- El abuelo y yo (1992) .... Yolanda "Yoya" Pérez Villegas
- Carrusel (1989-1990) .... Carmen Carrillo

### Series de TV
- Volver a caer (2023) .... Dolly[3]
- Señorita 89 (2022-2024) .... Luisa[4]
- Señora Acero (2015)
- Alguien más (2013) .... Sofía
- El Albergue (2012) .... La Ampolla
- Soy tu fan (2010-2011) .... Vanessa
- Mujer, casos de la vida real (1994) (episodio "Perdón por amor")

### Teatro
- Who shot the princess
- Rebanadas de vida